# Stemmi coloniali tedeschi
Questa lista di stemmi coloniali tedeschi riporta gli stemmi proposti, ma mai adottati, delle colonie e protettorati dell'Impero tedesco.
Gli stemmi sono simili tra loro: nella parte superiore è rappresentata l'aquila imperiale, e nella parte inferiore un simbolo specifico della colonia; nel cartiglio superiore è riportato il nome in tedesco della colonia.
| Stemmi coloniali dell'Impero tedesco. | Stemmi coloniali dell'Impero tedesco. | Stemmi coloniali dell'Impero tedesco. | Stemmi coloniali dell'Impero tedesco. | Stemmi coloniali dell'Impero tedesco. | Stemmi coloniali dell'Impero tedesco. |
| ------------------------------------- | ------------------------------------- | ------------------------------------- | ------------------------------------- | ------------------------------------- | ------------------------------------- |
|                                       |                                       |                                       |                                       |                                       |                                       |
| Nuova Guinea tedesca                  | Samoa tedesche                        | Africa Tedesca del Sud-Ovest          | Camerun tedesco                       | Togoland                              | Africa Orientale tedesca              |